# Giovanni Francesco Caroto
Giovanni Francesco Caroto (Vérone, 1480 - 1555) est un peintre italien de la Renaissance italienne de l'école véronaise.

## Biographie
Giovanni Francesco Caroto est d'abord élève de Liberale da Verona, puis part ensuite à Mantoue, où il subit fortement l'influence d'Andrea Mantegna et de Lorenzo Costa l'Ancien, sans rester insensible aux œuvres du jeune Corrège.
Vers 1507, il fit un premier séjour à Milan, où il put apprécier l'art de Léonard de Vinci, de Bernardino Luini et des peintres flamands, en vogue dans la capitale lombarde. Il se rendit peu après à Casale Monferrato, au service du marquis jusqu'à sa mort en 1518. Il reste de ce séjour une toile, conservée à Turin dans une collection privée.
En 1518, il retourne à Vérone en faisant un détour par Parme, où il laissa un retable dans l'église Saint-Jean-l'évangéliste. Puis ses fréquents déplacements entre Casale Monferrato et Vérone, lui donnèrent l'occasion de s'inspirer des nouveautés maniéristes, notamment de Giulio Romano et de Parmigianino.
Dès 1524, de nombreux documents semblent confirmer sa résidence permanente à Vérone.

## Œuvres
- Le Massacre des innocents (1505), peinture sur bois, 162 × 105 cm, Musée des Offices, Florence. C'était, avec son pendant  La Fuite en Égypte, un des volets du retable des rois Mages dans l'église de l'hôpital Saint-Côme à Vérone[2].
- Portrait de femme dit autrefois Portrait d'Isabelle d'Este (1505-1510), bois, 69 × 53 cm, Musée du Louvre, Paris[3]
- L'Annonciation (1508), Couvent San Girolamo, Vérone.
- Madone à l'Enfant, cousant, 1520-1525, Galeries de l'Académie de Venise [4]
- Portrait d'un enfant montrant un dessin (v.1523), huile sur bois, 37 × 29 cm, Musée de Castelvecchio, Vérone.
- Sainte Anne avec Marie et l'Enfant Jésus sur un banc de nuages avec des saints (1528), église San Fermo Maggiore, Vérone.
- La Tentation du Christ (1531), Museo di Castelvecchio, Vérone.

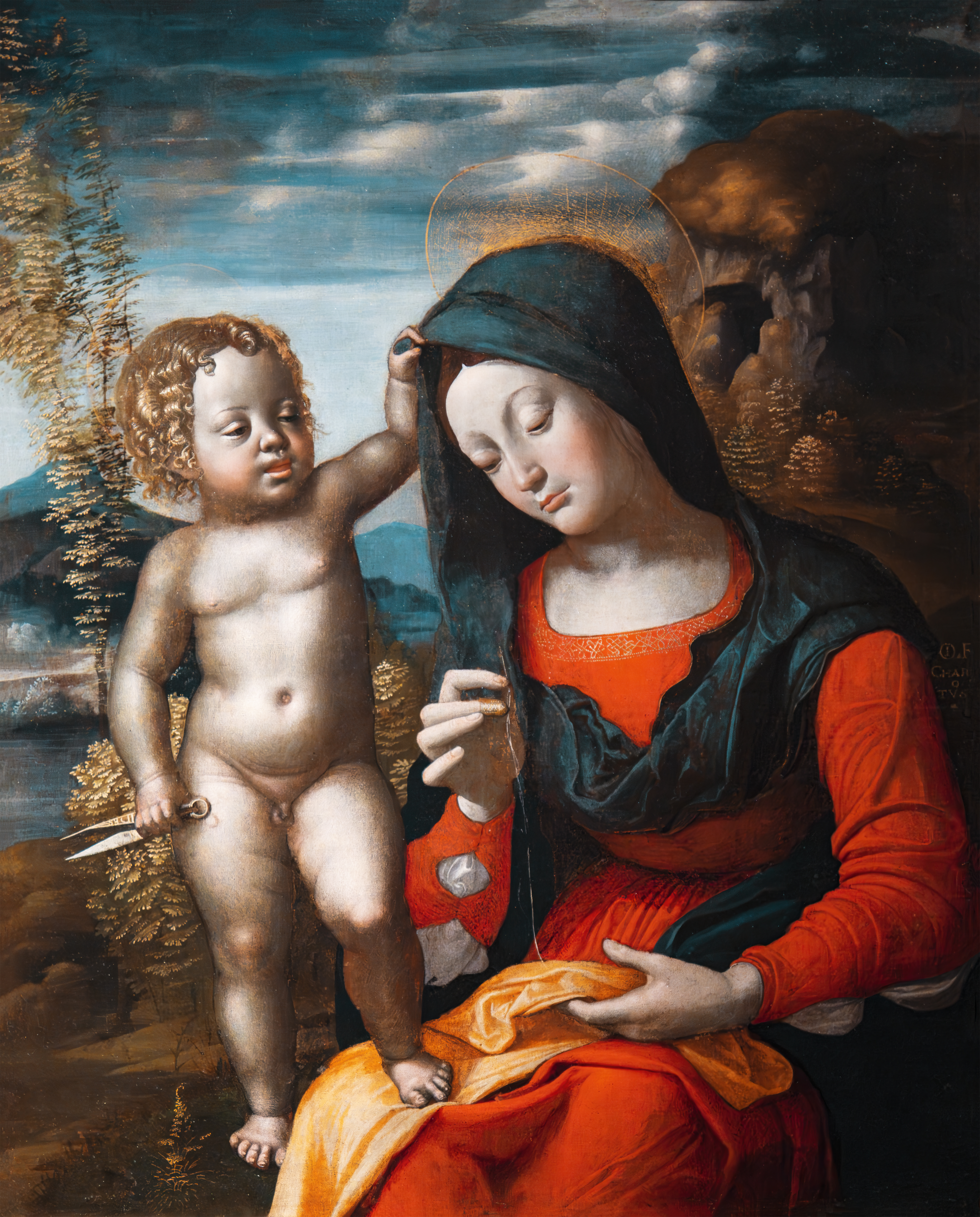
Madone à l'Enfant, cousant, Galeries de l'Académie de Venise.
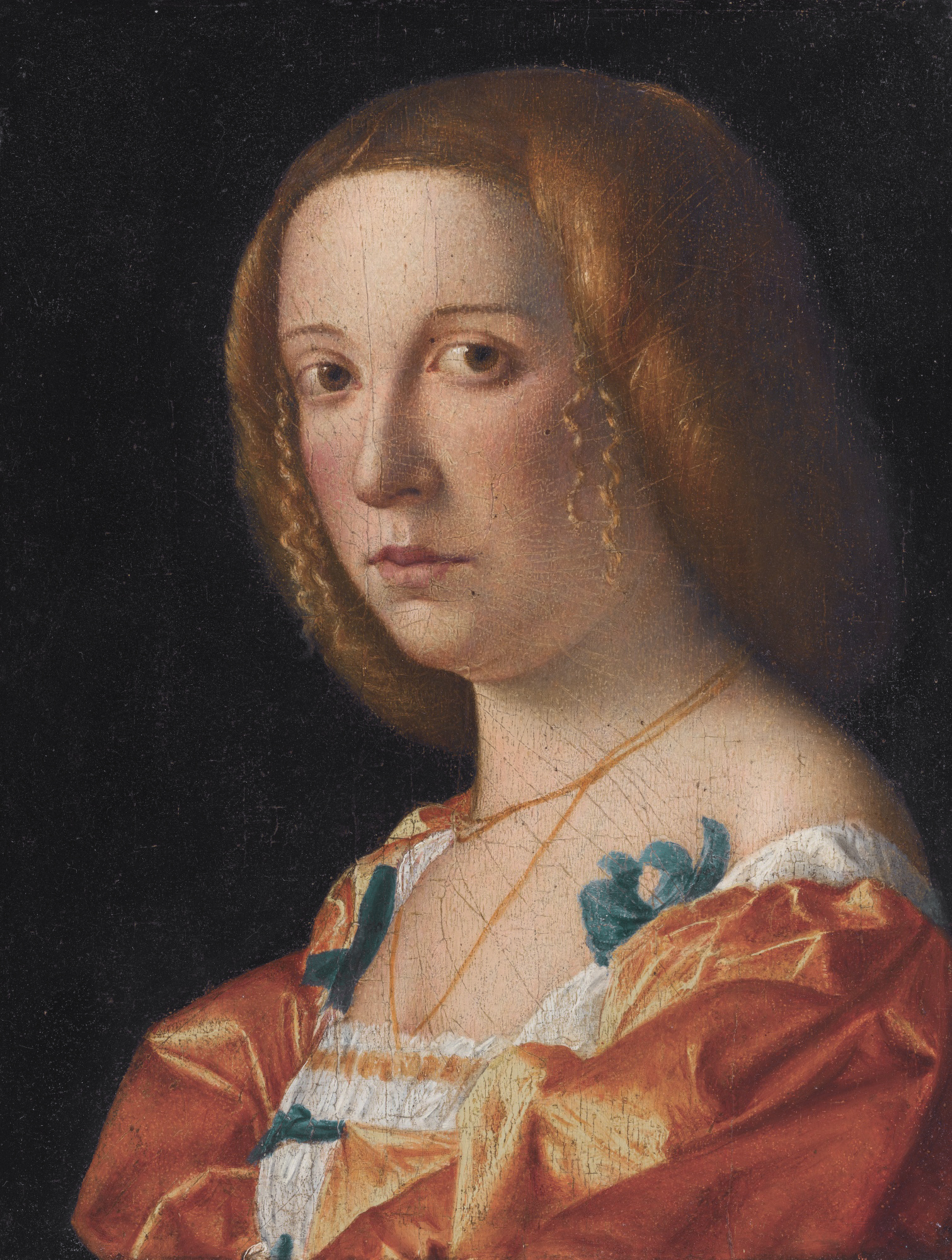
Portrait d'une dame.
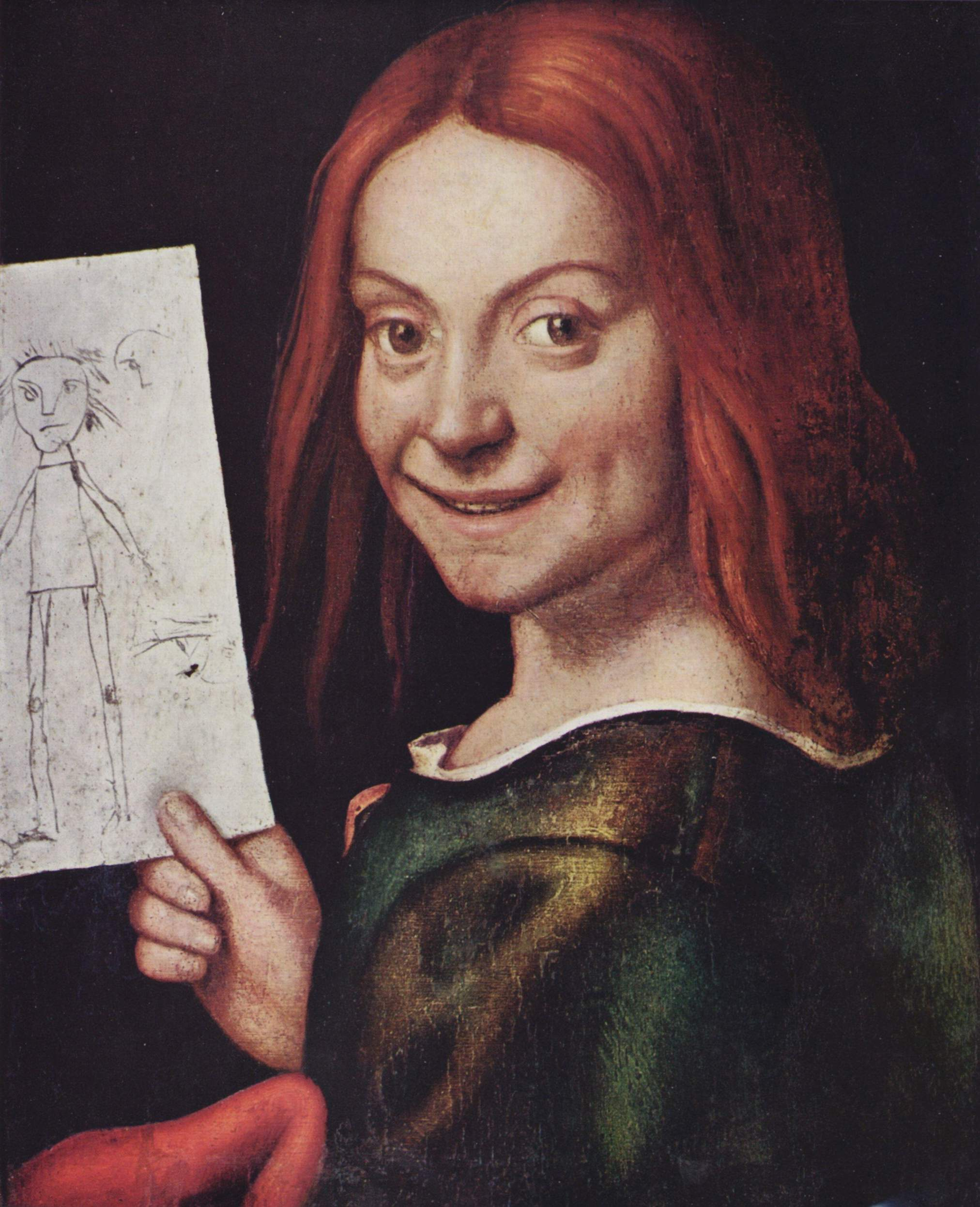
Portrait d'un enfant au dessin.

## Sources
- (it) Cet article est partiellement ou en totalité issu de l’article de Wikipédia en italien intitulé « Giovan Francesco Caroto » (voir la liste des auteurs).